# Pickartsberg
Pickartsberg ist eine Ortslage in der bergischen Großstadt Wuppertal.

## Lage und Beschreibung
Pickartsberg liegt auf einer Höhe von 193 m ü. NHN im Westen des heutigen Wohnquartiers Zoo im Stadtbezirk Elberfeld-West in einem Villenviertel, das als „der Boltenberg“ bekannt ist, südlich von Sonnborn an der Straße Zur Waldesruh. Benachbarte Ortslagen sind Sonnborn, Oben vorm Steeg, Unten vorm Steeg, Hammerstein, Boltenberg, Hülsen und die Untere Rutenbeck.
Etymologisch steht Pickart für einen Familienname.

## Geschichte
Der Ort ist aus einem Hof hervorgegangen, der 1581 urkundlich erwähnt wurde und zu der Zeit zum Höfeverband Elberfeld gehörte, der ein Allod des Kölner Erzstifts war und sich im Amt und Kirchspiel Elberfeld befand.
1815/16 besaß der Ort 33 Einwohner. 1832 war Pickartsberg Titularort der Pickartsberger Rotte des ländlichen Außenbezirks des Kirchspiels und der Stadt Elberfeld. Der laut der Statistik und Topographie des Regierungsbezirks Düsseldorf als Weiler kategorisierte Ort besaß zu dieser Zeit drei Wohnhäuser und sechs landwirtschaftliche Gebäude. Zu dieser Zeit lebten 42 Einwohner im Ort, alle davon evangelischen Glaubens.
Auf der Karte von 1824 und 1843 ist die Ortslage mit Pickartsbg beschriftet. 1852 wurde der Ort Pickhardtsberg geschrieben, diese Schreibvariante wird zuletzt auf der Karte von 1927 verwendet. Auf einer Karte 1938 ist der Ort mit Pickartsberg beschriftet. In den Adressbüchern von 1850 bis 1868/70 wird die Variante Pickartsberg benutzt, ab 1875 Am Pickartsberg.
1869 erwarb Hugo Baum das Gut Boltenberg. Sieben Jahre später, 1876 erwarb er die benachbarten Güter Pickartsberg und Hülsen.

## Die heutige Straße
Die heutige Straße Pickartsberg erhielt ihren Namen durch eine Umbenennung 1935, zuvor hieß sie Hugo-Straße und wurde nach Hugo Baum am 9. September 1897 benannt. Sie liegt weiter westlich vom ursprünglichen Weiler.